# Falcon Heavy
De Falcon Heavy, eerder bekend als Falcon 9 Heavy of kortweg F9H, is een zeer krachtige deels herbruikbare commerciële draagraket uit de Falconraketfamilie van het Amerikaanse ruimtevaartbedrijf SpaceX die gebaseerd is op de Falcon 9. Hij maakte op 6 februari 2018 zijn ingebruiknamevlucht en werd een half jaar later door de USAF EELV-gecertificeerd. 
De Falcon Heavy wordt in staat geacht 63.800 kg aan nuttige lading in een lage aardbaan te brengen, 26.700 kg naar een geostationaire baan, 16.800 kg naar Mars en 3.500 kg naar Pluto. Daarmee was de Falcon Heavy ten tijde van de introductievlucht de krachtigste beschikbare raket van de wereld, en nog altijd de krachtigste commerciële raket ooit. Alleen de Saturnus V-maanraket (laatste vlucht in 1973) en de Russische Energia (die na slechts twee proefvluchten werd geannuleerd) konden meer vracht vervoeren. Het Space Launch System (SLS) van NASA nam met de introductievlucht op 16 november 2022 de titel krachtigste beschikbare raket over. SpaceX’ eigen Starship zal op termijn die titel weer van SLS overnemen. Die raketten kunnen zowel meer vracht vervoeren als hogere snelheden behalen. 
De Falcon Heavy is een gedeeltelijk herbruikbare draagraket waarbij de twee boosters en de eerste trap (center core) in principe kunnen landen en waarbij ook de neuskegel in veel gevallen herbruikbaar is.

## Geschiedenis

### Voorgeschiedenis
SpaceX-directeur Elon Musk richtte zijn bedrijf in 2002 op met de doelen ruimtevaart te vernieuwen, goedkoper te maken en uiteindelijk de planeet Mars te kunnen bevolken. Om die doelen te verwezenlijken moesten raketten en uiteindelijk zelfs zeer krachtige raketten ontwikkeld worden.
Eerst werd de voor kleine vrachten lichtgewichtklasse bedoelde Falcon 1 ontwikkeld. De eerste trap van de Falcon 1 werd voortgestuwd door een enkele Merlin 1A en later een Merlin 1C. Na vijf vluchten werd deze in 2010 vervangen door de eerste versie van de mediumklasse Falcon 9, een raket waarvan de eerste trap door negen Merlin 1C-motoren werd voortgestuwd en de tweede trap (upperstage) door een vacuümversie van de Merlin 1C.

#### Vroege concepten
In 2003 werd de Falcon 5, een raket met vijf Merlin 1-motoren in de eerste trap aangekondigd. In 2005 werd de krachtiger Falcon 9 aangekondigd. Daarbij werd ook over nog krachtiger Falconraketten gesproken: de Falcon 9S5, een Falcon 9 die met twee Falcon 5-boosters aan weerszijden zou worden uitgerust. Voor nog meer kracht zou er de Falcon 9S9 komen waarbij de sideboosters Falcon 9-boosters zouden zijn. Op dat moment werkte SpaceX nog aan de ontwikkeling van Merlin 1B als hoofdmotor die overigens nooit in gebruik werden genomen.
De Falcon 5 werd nooit in productie genomen en de Falcon 9 werd verder ontwikkeld tot een krachtiger raket waarvan de eerste uitvoering in 2010 met Merlin 1C-motoren in gebruik zou worden genomen.

### Aanvankelijk ontwerp
In 2011 sprak Musk voor het eerst concreet over de Falcon Heavy. Deze zou bestaan uit een Falcon 9 met twee extra core-boosters (Falcon 9-eerste trappen) en de tweede trap van de Falcon 9 als upperstage. De Falcon Heavy moest vanaf 2013 beschikbaar zijn en 53.000 kg vracht naar een lage aardbaan kunnen brengen.

#### Crossfeeding
In eerdere ontwerpen liet de middelste core-booster zich in de eerste twee minuten voeden met brandstof uit de tanks van strap-on-boosters. Daarna zouden dan de strap-on-boosters worden afgestoten en de nog volle middelste core-booster verder vliegen. Dit proces heet crossfeeding en levert effectiever gebruik van brandstof en daaruit voortvloeiende stuwkracht op doordat;
- alle 27 motoren in de eerste fase van de vlucht gelijktijdig hun volle kracht kunnen benutten,
- de strap-on-boosters eerder worden afgestoten, waardoor de raket sneller lichter wordt.
- de stuwkracht uit de in de strap-on-boosters aanwezige brandstof voor de maximale stuwkracht benut is
- de middelste core-booster meer brandstof overheeft voor de volgende fase van de vlucht.

### Voortijdige aanpassingen
In 2011 gebruikte SpaceX nog Merlin 1C-motoren op de Falcon 9 1.0 en die zouden aanvankelijk ook de Falcon Heavy moeten voortstuwen.
De Falcon 9 die de basis voor de Falcon Heavy vormt had tussentijds twee grote upgrades doorgemaakt. De Falcon 9 1.1 werd groter, kreeg krachtigere en effectievere Merlin 1D-motoren en werd zestig procent krachtiger. De Falcon 9 Full Thrust won door een effectiever brandstofmengsel en iets grotere tanks nog eens vijfentwintig procent aan kracht. Ook werd het intussen mogelijk om core-boosters naar een landingsplaats of landingsschip te vliegen en rechtstandig te laten landen. 
Ondertussen meldde Elon Musk in april 2016 op Twitter dat uit tests bleek dat de Merlin 1D-raketmotoren nog 15% meer stuwkracht kunnen genereren en dat dit extra vermogen in de loop van 2016 zou worden ingevoerd. Door deze verbeteringen had de Falcon 9 in 2017 de dubbele liftcapaciteit van de in 2011 beoogde core-boosters.

### Vertragingen
Waar in eerste instantie over een eerste lancering in 2013 werd gesproken, vond de ingebruiknamevlucht op 6 februari 2018 plaats. Hoewel niet alle redenen voor deze vertraging duidelijk zijn, zijn er wel een aantal aan te wijzen.
Als eerste had SpaceX nog geen klanten voor zulke zware missies. Daarom gaf SpaceX er nog geen prioriteit aan. Verbeteringen aan de Falcon 9 zouden immers ook verbeteringen voor de Falcon Heavy betekenen. In 2015 stond een proefvlucht in augustus gepland (er was toen nog geen hardware gebouwd, dus die datum was op dat moment volstrekt onhaalbaar). Toen er twee maanden eerder een Falcon 9 in de vlucht uit elkaar viel moest dit eerst onderzocht worden. De oorzaak werd gevonden en pas een half jaar later stond er weer een Falcon 9-vlucht op het programma. 
Daarna was de eerste prioriteit het alsnog uitvoeren van andere uitgestelde vluchten. Inmiddels hadden twee klanten uit gebrek aan vertrouwen in een "on-schedule"-lancering hun vluchten overgeboekt naar Arianespace (Ariane 5) en ILS (het bedrijf dat commerciële missies met Proton-raketten boekt). Ook konden enkele vrachten die origineel op de Falcon Heavy waren geboekt worden omgeboekt naar de Falcon 9 die door upgrades een verdubbeling in vrachtcapaciteit zag. 
Toen op 1 september 2016 een Falcon 9 tijdens het laden van de brandstof op lanceerplatform SLC-40 met satelliet en al explodeerde liep SpaceX nog enkele maanden vertraging op. 
SpaceX nam in februari 2017 LC-39A, dat het lanceercomplex voor de Falcon Heavy zou worden, versneld in gebruik. Doordat SpaceX daar eerst de opgelopen achterstand in het launch manifest moet wegwerken ontstond er pas ruimte voor Falcon Heavy toen de lanceringen van onbemande Falcon 9-vluchten weer terug naar het beschadigde SLC-40 gingen. De reparatie van SLC-40 begon pas in februari 2017 echt nadat het constructieteam klaar was met de verbouwing van LC-39A. LC-39A was toen echter nog niet gereed voor de Falcon Heavy en werd vanaf augustus 2017 tussen de lanceringen door daarvoor aangepast.
Op een persconferentie op 30 maart 2017, naar aanleiding van Falcon 9-vlucht 32 waarbij voor het eerst een core-booster werd hergebruikt vertelde Elon Musk het volgende.
"De Falcon Heavy is een van die dingen die eerst simpel klonk. We nemen gewoon twee eerste trappen en gebruiken die als strap-on-boosters. En dan de werkelijkheid; nee, dit is geschift zo moeilijk en vereist een herontwerp van de center core en een hoeveelheid aan extra hardware. Het was daadwerkelijk schokkend hoe moeilijk het is om van "single-core" naar een "triple-core" raket te gaan."
Na de eerste lancering voegde Musk daar aan toe dat ze in de loop der tijd drie keer op het punt hadden gestaan het Falcon Heavy-programma te annuleren.

## Definitieve ontwerp
De Falcon Heavy bestaat uit een Falcon 9 (met 9 stuks Merlin 1D-raketmotoren en 1 Merlin 1D-vacuüm) met een tweetal Falcon 9-boosters (met elk 9 stuks Merlin 1D) als strap-on-boosters, dus met in totaal 27 stuks Merlin 1D, die gezamenlijk een stuwkracht van 25 meganewton leveren, en 1 Merlin 1D-vacuüm.
De middelste core-booster is een verstevigde uitvoering van de normale Falcon 9-booster. Die verstevigingen zijn nodig om de kracht van de strap-on-boosters op te vangen. De sideboosters zijn voorzien van een neuskegel. Doordat de aerodynamica met een neuskegel anders is dan met een cilindervormige interstage hebben de sideboosters het nieuwe grotere type titanium gridfins nodig om goed te kunnen sturen tijdens de landing. 
De totale lengte van de Falcon Heavy is net als bij de Falcon 9 70 meter en de diameter van de boosters en de upperstage is 3,66 meter. De raket gebruikt voor alle trappen als brandstof RP-1 raket-kerosine en vloeibare zuurstof. De brandstoffen worden extra gekoeld zodat er meer van in de tanks en door de leidingen past. De RP-1 tot -7 °C en de zuurstof tot -207 °C, vlak boven het stollingspunt. Hierdoor moet het vullen van de tanks pas zo'n vijfendertig minuten voor de lancering beginnen opdat de brandstof niet te veel opwarmt.
Door de eerder genoemde upgrades van de Falcon 9-booster en upperstage was de kracht in 2016 echter zo toegenomen dat crossfeeding als overbodig risico werd beschouwd. Er waren geen geboekte vrachten die die techniek vereisten. Op 3 februari 2016 maakte SpaceX' vicepresident Gwynne Shotwell bekend dat de eerste proefvlucht dan ook geen gebruik zou maken van crossfeeding. En SpaceX is ook niet meer voornemens deze risico-vergrotende techniek te gaan toepassen.
Op de demonstratievlucht werden boosters met Falcon 9 FT Block-3- en Block-4-eigenschappen gebruikt. Voor alle latere vluchten zal de nog iets krachtiger Block-5-techniek worden gebruikt. De demonstratie-raket kon 92 procent van de stuwkracht van een Block-5-uitvoering bereiken. Block-5 boosters zijn behalve krachtiger ook veel robuuster ontworpen om veelvuldig te worden hergebruikt. Het Block-5-model zou tot 10 keer gebruikt kunnen worden met slechts korte controles hiertussen, en tot 100 keer als deze meerdere malen onder handen wordt genomen. 
Uiterlijk zijn Block 5-raketten gemakkelijk te herkennen aan de zwarte landingspoten en zwarte zuurstofleidingen (die buitenlangs lopen) terwijl deze onderdelen op de demonstratie-raket wit waren. Opvallend is dat de tussentrap van de Falcon Heavy-Block 5 wit is terwijl deze bij de Falcon 9-Block 5 ook zwart is.
De Falcon Heavy kent drie varianten van de tweede trap. De standaard versie zoals die ook op de Falcon 9 wordt gebruikt is geschikt voor korte missies. Voor middenlange missies van enkele uren zijn er vlakken grijs geschilderd zodat de brandstoftank meer warmte uit zonlicht absorbeert en de RP-1-kerosine tijdens periodes in de ruimte niet te koud voor gebruik wordt. Er bestaat ook nog een variant die nog verder is aangepast voor langere missies.

#### Vluchtprofiel
In de eerste seconden leveren de 27 Merlin 1D-raketmotoren volle kracht. Kort daarna schakelt de middelste booster terug naar 15% van zijn kracht. Op deze manier bespaart hij brandstof die na de afkoppeling van de sideboosters gebruikt zal worden. Na het afkoppelen van de sideboosters (die 80% van hun brandstof hebben gebruikt) keren deze om en vliegen ze terug naar de lanceerbasis om daar op een speciale landingsplaats, rechtstandig op hun hydraulisch uitgeklapte poten te landen.
Ondertussen vliegt de raket door op 9 Merlin 1D-motoren op vol vermogen met de brandstof die nog in de centrale core-booster over is en vervolgt hij zijn weg als een Falcon 9. De core-booster zal na gebruik indien mogelijk naar een landingsschip vliegen voor landing en worden hergebruikt. De bovenste trap die niet herbruikbaar is brengt dan de vracht in de juiste baan. Deze upperstage is identiek aan of lijkt sterk op die van de Falcon 9 en maakt gebruik van een Merlin 1D die is aanpast voor effectiever gebruik in het vacuüm van de ruimte. Dit type vlucht lijkt, afgezien van de landingen, sterk op dat van ULA's Delta IV Heavy.
De eerste demonstratievlucht van de Falcon Heavy vond plaats in februari 2018 (zie onder). De eerste missievluchten waren al geboekt en werden in 2019 verwacht. De Falcon Heavy wordt in staat geacht tot 63.800 kg aan vracht naar een lage baan om de Aarde te brengen. Daarmee is het de krachtigste functionerende raket sinds de maanraket Saturnus V, die sinds 1973 niet meer heeft gevlogen, en heeft hij meer dan tweemaal de vrachtcapaciteit van de krachtigste raket op de huidige markt (de Delta IV Heavy van ULA is goed voor 28,8 ton naar LEO).

#### Lanceerplaatsen en landingsplaatsen
SpaceX lanceerde tot nog toe de Falcon Heavy vanaf Lanceercomplex 39A op het Kennedy Space Center (KSC). Voor polaire en retrograde lanceringen kan SpaceX Lanceerplatform SLC-4E op de Vandenberg Air Force Base gebruiken. Overigens is dit platform nog niet volledig geschikt voor de Falcon Heavy maar wel binnen afzienbare tijd aan te passen. 
Daarnaast bouwt SpaceX een eigen lanceerbasis bij het Texaanse Boca Chica op een schiereiland nabij de Amerikaanse-Mexicaanse grens. Deze zou aanvankelijk geschikt zijn voor alle typen SpaceX-raketten maar wordt nu vooral voor de volgende generatie SpaceX-raketten genaamd Starship ingericht. In april 2023 werd een huurcontract getekend voor lanceerplatform SLC-6 op Vandenberg SFB vanwaar SpaceX Falcon-raketten zal gaan lanceren.
Op de Cape Canaveral Air Force Station, op enkele kilometers van het KSC, huurt SpaceX Het voormalige Lanceercomplex 13. Dit is verbouwd tot Landing Zone 1 (LZ1) waar eerder al een aantal Falcon 9-boosters landden. SpaceX heeft in de zomer van 2016 een vergunning voor de aanleg van twee extra landingsplaatsen aangevraagd. Deze komen dicht bij de eerste landingsplaats te liggen, maar wel op zo'n afstand dat twee vrijwel gelijktijdig landende sideboosters van de Falcon Heavy geen invloed op elkaar hebben. De eerste van die extra landingsplaatsen werd in 2017 aangelegd. De tweede kwam er uiteindelijk niet. Complex 13 dat Landingzones 1 en 2 bevat is in 2023 toegewezen aan andere gebruikers. SpaceX zal daarom vervangende landingsplaatsten bij lanceercomplex 40 aanleggen.
Centercores zullen voorlopig op een droneschip landen omdat die met hogere snelheid meestal niet effectief kunnen terugkeren naar land. De brandstof die daarvoor nodig is zou ten koste gaan van de missie. Het is SpaceX op de eerste drie vluchten niet gelukt de centercores heelhuids aan land te brengen. Twee centercores misten het droneschip en een landde met succes maar viel door de hoge golfslag een dag later op het schip om. Het is maar de vraag of er nog een centercorelanding zal worden ondernomen; de Falcon Heavy wordt vooral voor een klasse lanceringen geboekt waarbij de brandstof in centercore voor de missie wordt opgebruikt en een landing niet mogelijk is.
Ook op Vandenberg is een landingscomplex genaamd Landing Zone-4 gebouwd op het eerdere Lanceercomplex SLC-4W. Daarvan is één landingsplein reeds in gebruik. Een tweede landingsplaats wordt daar alleen aangelegd als er een Falcon Heavy-lancering vanaf Vandenberg geboekt wordt. De kans daarop is kleiner geworden sinds er eind 2017 een zuidelijke corridor vanaf de ruimtehavens aan de Space Coast werd geopend.

## Testvlucht
De eerste demonstratievlucht vond plaats op 6 februari 2018. Deze testvlucht was vanaf het Kennedy Space Center en bevatte als sideboosters twee aangepaste Falcon 9-boosters die reeds eerder hebben gevlogen. De sideboosters moesten landen op Cape Canaveral Air Force Station Landing Zones 1 en 2 en de center core op een drone-schip.

### Voorbereiding
Een van de sideboosters verliet op 7 februari 2017 de fabriek in Hawthorne (Californië) om naar het testterrein in het Texaanse McGregor te worden gebracht. In april 2017 waren er hotfire-tests van één side core en de center core in McGregor uitgevoerd. Bij een persconferentie van NASA en SpaceX vanwege de ingebruikname van Lanceercomplex 39A vertelde Gwynne Shotwell dat de Falcon Heavy pas zou vliegen wanneer de normale Falcon 9-lanceringen weer naar Lanceercomplex SLC-40 (dat in september 2016 bij een raketexplosie zwaar beschadigd raakte) terug verplaatst kunnen worden. Daarna wordt nog een aantal kleine aanpassingen aan LC-39A gedaan om het platform geschikt voor de Falcon Heavy te maken. Zo waren op dat moment nog niet alle holddown clamps voor de Falcon Heavy gemonteerd. Musk zei begin 2017 te hopen bij deze vlucht voor het eerst een poging te doen om een upperstage te laten landen. Dit zou "met de kennis van nu" gemakkelijker zijn dan aanvankelijk werd aangenomen. Hoe deze landing tot stand zou moeten komen meldde hij (nog) niet. Op 15 december 2017 zei SpaceX’ Dragon-missionmanager Jessica Jensen dat de ontwikkeling van tweedetraplandingen geen hoge prioriteit heeft.
In de zomer van 2017 temperde Musk de verwachtingen. Hij zei lang niet zeker te zijn van een succesvolle vlucht. Als de Falcon Heavy zou exploderen op een afstand waarbij de lanceerinrichting niet beschadigd raakt beschouwt hij dat als winst.

### Matingtest, en static fire

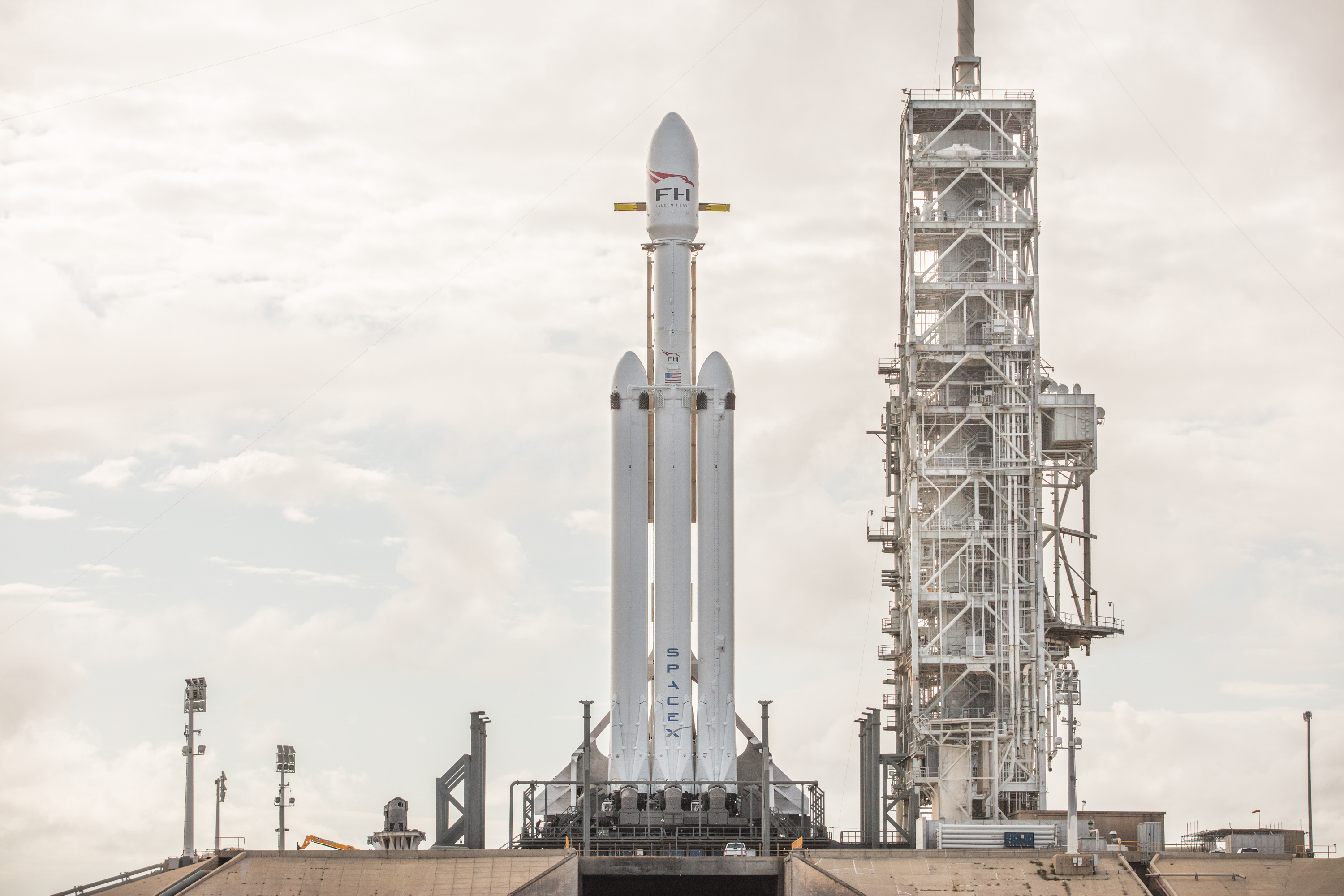
Een foto van de Falcon Heavy-Block 3-Block-4 die op 28 december 2017 de matingtest op lanceerplatform LC-39A van het Kennedy Space Center onderging.

Op 1 november 2017 werd bekend dat op dat moment de richtdatum voor de eerste static fire test 15 december was. Door mogelijke problemen met een Falcon 9-raket die voor die tijd van LC-39A gelanceerd moest worden, was het werk aldaar vertraagd en de richtdatum inmiddels verschoven naar later in december. Deze vlucht (Zuma) werd uiteindelijk uitgesteld en naar SLC-40 verplaatst. 
Tijdens de Static Fire stond Falcon Heavy op het platform van Lanceercomplex 39A en startte deze voor het eerst zijn 27 motoren gelijktijdig. Er waren twee van deze generale repetities waarbij de raket getankt en gestart werd maar niet losgelaten. Voorafgaand aan de static fire had de Falcon Heavy op 27 december al een matingtest ondergaan waarbij werd aangetoond dat alle systemen en aansluitingen pasten. De planning voor static fire werd naar 15 januari 2018 verplaatst en de lancering naar het eind van die maand. Tussentijds werd bekend dat de motoren tijdens de test zo’n 12 seconden zouden branden. 
Op 11 januari 2018 werd het tankproces van de Falcon Heavy voor het eerst met succes geoefend. De static fire werd vervolgens een week uitgesteld. Een van de holddown clamps van het lanceerplatform bleek wat speling te hebben en moest worden gerepareerd. Daarna kreeg een Atlas V-lancering even verderop op Cape Canaveral Air Force Station SLC-41 voorrang, en daarna kwam de Government shutdown van januari 2018 ertussen waarbij de 45th Spacewing en delen van het Kennedy Space Center op slot gingen terwijl deze een essentiële rol bij een Static Fire-test hadden. 
Op 24 januari 2018 werd de Static Fire uiteindelijk uitgevoerd. De lancering zou “een week of zo” later zijn aldus Musk op Twitter. Later werd 6 februari als richtdatum bevestigd.

### Eerste foto’s
Om het publiek op te warmen voor de eerste vlucht plaatste Elon Musk 20 december 2017 drie foto’s op Twitter van de inmiddels geassembleerde Falcon Heavy die in de horizontale-integratiefaciliteit van lanceerplatform LC-39A ligt. Alleen de neuskegel met de vracht zat er nog niet op. Op 26 december verscheen een foto op Twitter met de neuskegel die de horizontale-integratiefaciliteit werd binnen gereden.
Musk meldde dat de 27 raketmotoren bij de lancering 2.300 ton stuwkracht leveren en de raket deze vlucht op 92% van z’n vermogen werkt.
Op 28 december 2017 werd de Falcon Heavy op het lanceerplatform overeind gezet. Vrijwel meteen verschenen er foto’s van op verschillende sociale media.

### Tesla Roadster als vracht
Wat de vracht van de eerste Falcon Heavy zou zijn was lang onduidelijk. Er zouden genoeg klanten zijn die op de demonstratie hadden willen vliegen, maar SpaceX gaf begin 2017 aan hun eigen doelen met die vlucht willen verwezenlijken en heeft vooralsnog geen klant geboekt.
Op 1 december 2017 tweette Musk dat de vracht voor deze vlucht Elon Musks eigen Midnight Cherry Tesla Roadster, die Space Oddity afspeelt, zou zijn. Als de lancering succesvol zou zijn (en dat was hij) moest deze in een elliptische baan om de Zon komen die ongeveer raakt aan de baan van de Aarde en voorbij die van Mars komt, en daar miljarden jaren blijven rondcirkelen. Dit werd massaal door de media als serieus opgepikt, vooral omdat toenmalig SpaceX-engineer Joy Dunn dit via Twitter had bevestigd. Musk had eerder al aangekondigd dat de vracht iets grappigs zou zijn. Iets wat in de bedrijfscultuur van SpaceX past. In 2010 had SpaceX als ballast een enorm kaaswiel aan boord van het eerste Dragon-ruimtevrachtschip. Een dag later trok Musk dit verhaal tegenover The Verge echter weer in. Om onduidelijke redenen beweerde hij het te hebben verzonnen. Een uur later bevestigde hij het verhaal echter weer aan ruimtevaartjournalist Eric Berger van ArsTechnica. Aan Syfy Wire bevestigde Musk het verhaal ook waarbij hij zijn woordkeuze “Mars Orbit” verduidelijkte.
Op 22 december 2017 lekte een foto uit van de Tesla Roadster op de payload adapter. Diezelfde dag plaatste Musk zeven foto’s van de Roadster die vlak voor insluiting in de fairing zijn gemaakt. Een dag voor de geplande lancering publiceerde SpaceX nog een foto van de Roadster waarin een paspop in een SpaceX-ruimtepak achter het stuur was geplaatst. Een animatie van de vlucht bevestigde dit. Naast de Roadster waren er ook een stralingsbestendig apparaat voor langdurige dataopslag en een plaquette met de namen van zo’n 6.000 SpaceX-medewerkers (praktisch het gehele personeelsbestand) aan boord.
Ook werd meer duidelijk over het vluchtprofiel. Na de lancering zou de upperstage een coast-periode van 6 uur in een baan om de aarde doorbrengen voordat een “earth departure burn” zou worden uitgevoerd die de Roadster in zijn baan om de zon moest brengen. Die 6 uur in de ruimte hadden echter wel risico’s zoals het bevriezen van de RP-1 of het ontsnappen van te warm geworden zuurstof. Reden om die coastperiode aan te gaan was het demonstreren van de mogelijkheid om vrachten direct in een geostationaire baan (GSO) in plaats van de gebruikelijke geostationaire overgangsbaan (GTO) kunnen te plaatsen.  
De roadster zou uiteindelijk tussen de baan van de aarde en die van Mars heen en weer pendelen met een minieme kans om op een van deze planeten neer te storten, aldus Musk op een pre-launch-persconferentie. Het grootste risico zat hem in het moment dat de sideboosters zouden afkoppelen. Ook was de akoestische interactie tussen de drie boosters (wanneer berekeningen en de werkelijkheid niet overeenkwamen zouden ze elkaar kapot kunnen schudden) een risico. 
Opvallend was ook Musks uitspraak dat als ze het zouden willen, SpaceX meer sideboosters kan toevoegen voor nog meer kracht. Deze eerste Falcon Heavy was nog gebaseerd op Falcon 9-Block 4 technologie. Volgende Falcon Heavy’s zullen Block 5-technologie gebruiken en de kracht en capaciteit die op SpaceX’ website vermeld staat kunnen bereiken.

### Lancering

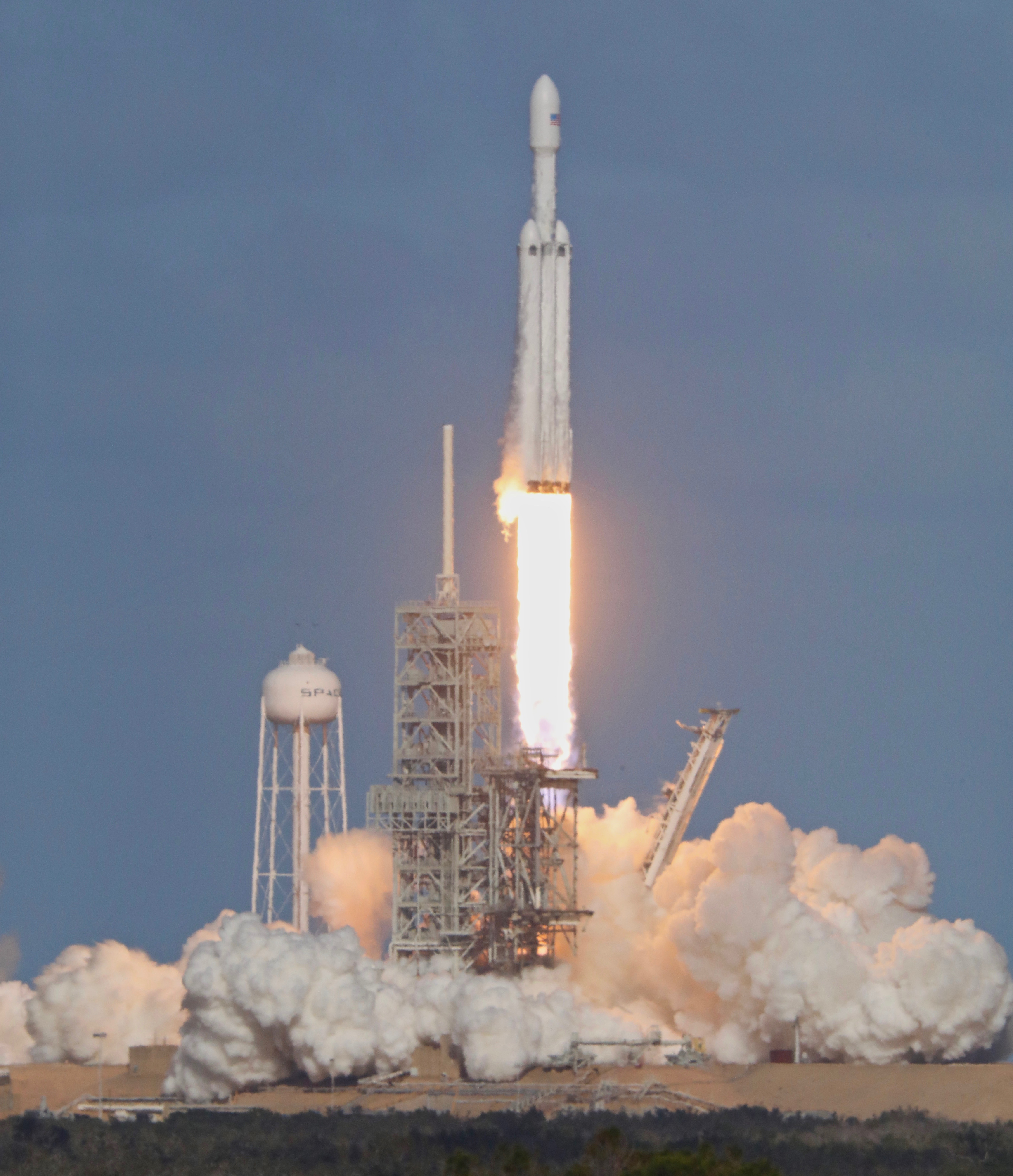

Op 6 februari 2018 werd de Falcon Heavy, na enige uren uitstel, om 20:45 UTC gelanceerd. De raket steeg op, en de afkoppeling van de sideboosters en de center core van de eerste trap, en het afstoten van de twee helften van de neuskegel verliepen volgens plan. Ook werd de tweede trap met de nu onthulde Tesla Roadster in een baan om de Aarde gebracht. Kort daarna ontbrandde de tweede trap nogmaals zijn Merlin 1D-vac om deze met de Roadster in een elliptische baan van 180 × 6.950 kilometer om de Aarde te brengen. 
In deze baan werd de tweede trap betrekkelijk langdurig aan de straling van de vanallengordels blootgesteld om te bewijzen dat de elektronica van de tweede trap daar tegen kan. Gedurende de eerste vier uur in een baan om de Aarde is de auto gefilmd en zijn deze beelden live naar internet gestreamd.
Na twee omwentelingen gaf de tweede trap een derde boost die de Roadster in de hohmann-overdrachtsbaan langs de baan van Mars en die van de Aarde moest brengen. De boost overtrof de verwachtingen en bracht de Roadster (1250 kg) met de bovenste rakettrap (4500 kg, samen ongeveer 5800 kg) in een baan die deels buiten de baan van Mars ligt (echter niet helemaal tot in de planetoïdengordel, zoals Musk stelde). Na eerdere onduidelijkheid van SpaceX heeft astronoom Jonathan McDowell van het Smithsonian gemeld dat een ingenieur van SpaceX hem heeft bevestigd dat de Tesla gekoppeld blijft aan de bovenste rakettrap, hoewel een animatievideo van SpaceX de auto los door de ruimte zwevend toont. Na de boost was C3 gelijk aan 12 km²/s². De specifieke baanenergie ten opzichte van de Aarde was dus 6 MJ/kg. Het object is in JPL's HORIZONS-systeem opgenomen als "SpaceX Roadster (spacecraft) (Tesla)".
De sideboosters landden bijna synchroon op LZ-1 en LZ-2. Er zat ongeveer 4 seconden tussen zodat de radars van beide boosters elkaar niet zouden storen. De beeldverbinding met het droneschip ging verloren vlak voor de geplande landing van de center core. 
Een paar uur later meldde Musk op een persconferentie dat de center core-landing mislukte doordat maar een van de Merlin 1D’s ontbrandde terwijl er daarvoor bij deze snelheid drie nodig zijn. De booster kwam met zo’n 483 kilometer per uur op zo’n honderd meter naast het droneschip in zee, maar de explosie veroorzaakte wel schade aan de voortstuwing van het schip en een golf met puin ging over het dek.  
Het niet ontbranden van twee van de motoren kwam door een tekort aan hypergolische brandstoffen die de ontsteking van de motoren in gang moeten zetten. SpaceX was overigens niet van plan om deze drie Block-3/4-boosters opnieuw te gebruiken, maar Musk was blij dat hij de dure titanium gridfins van de sideboosters terug had. Op de center core zaten nog het oude model aluminium gridfins. Wel is het mislukken van de centercore-landing opvallend. SpaceX had sinds het voorjaar van 2016 geen mislukte boosterlanding meer meegemaakt. 
Deze boost om de Aarde te verlaten was vanuit Californië (waar het SpaceX-hoofdkwartier is gevestigd) goed zichtbaar.

## Missies, kosten en doorontwikkeling
Na de demonstratievlucht stonden er nog twee concrete lanceringen op de rol: Arabsat-6 en STP-2. De oplevering van Arabsat-6 werd flink vertraagd waardoor een lancering in 2018 niet mogelijk was. Ook STP-2 werd door de USAF naar 2019 uitgesteld. Daarnaast waren er twee contracten met Inmarsat en ViaSat in voor Falcon Heavy-lanceringen gesloten waarvoor op dat moment nog geen vracht is gereserveerd.
In juni 2018 kwam daar een boeking voor de lancering van de militaire satelliet AFSPC-52 in 2020 bij.
In 2011 verwachtte Elon Musk dat de helft van de SpaceX-vluchten in de toenmalige toekomst met een Falcon Heavy zou gebeuren. Eind 2017 stonden er naast de demonstratievlucht slechts vier Falcon Heavy-lanceringen op de rol. Een belangrijke reden hiervoor is dat de Falcon 9 in de loop der jaren door upgrades dubbel zo krachtig werd en de meeste vrachten aan die liftcapaciteit voldoende hebben.
Er zijn enkele commerciële vluchten geboekt en er was een programma voor EELV-certificatie voor vluchten in opdracht van het Amerikaanse ministerie van Defensie (DoD) opgesteld zodat na goedkeuring ook het DoD de Falcon Heavy kan boeken. Op DoD-vluchten had van 2006 tot 2015 concurrent United Launch Alliance een monopolie. De Falcon 9 was na een langdurig traject hiervoor inmiddels al gecertificeerd. Door gebruik te maken van dezelfde technieken was certificatie voor de Falcon Heavy een stuk makkelijker. Dat bleek toen in juni 2018 de EELV-certificatie al na één vlucht rond was terwijl de algemene verwachting was dat dat pas na drie vluchten zou gebeuren.
Ondanks de enorme liftcapaciteit en de betrekkelijk lage lanceerprijs zijn er andere factoren die potentiële klanten kunnen doen kiezen voor een andere draagraket. De "payload fairing", de beplating die de vracht tijdens een lancering tegen winddruk beschermt en de neuskegel vormt, heeft bijvoorbeeld een iets kleinere diameter dan die van de Atlas V en is korter dan die van de Delta IV-heavy. En RP1-kerosine is niet geschikt om langdurig stabiel in de ruimte mee te nemen vanwege de extreme temperaturen aldaar. Bovendien is de tweede trap (die voor de lichtere Falcon 9 was ontworpen) vrij licht ten opzichte van de eerste trap met sideboosters. SpaceX zou indien dat benodigd is een verlengde tweede trap kunnen produceren. 
Een standaardlancering van een Falcon Heavy kostte in 2018 90 miljoen Amerikaanse dollar. Het gaat dan om onbemande missies waarbij de boosters herbruikbaar zijn. Door herbruikbaarheid wordt wel 30 tot 40 procent aan lift-capaciteit ingeleverd. In volledige expendable-mode ligt de prijs op 150 miljoen Amerikaanse dollar en wanneer alleen de sideboosters worden hergebruikt kost een lancering 95 miljoen Amerikaanse dollar. In deze laatste situatie wordt slechts 10% van de vrachtcapaciteit ingeleverd ten opzichte van volledig expendable.
De ontwikkelingskosten van de Falcon Heavy bedroegen tot de demonstratievlucht ongeveer 500 miljoen Amerikaanse dollar. De enorme kracht en relatief lage lanceerprijs van deze raket zal zo hoopt men tot de ontwikkeling van nieuwe zwaardere satellieten en ruimtesondes leiden. Ter vergelijking, een Delta IV Heavy-lancering kost ongeveer 350 miljoen dollar, en een Ariane 5 in 2016 zo’n 165 miljoen dollar. Een Proton-M-lancering zit qua prijs ongeveer gelijk aan de Falcon Heavy, maar die heeft na enkele ongelukken een imagoprobleem opgelopen. Geen van deze raketten heeft de potentiële vrachtcapaciteit van de Falcon Heavy. Alleen NASA’s Space Launch System heeft meer vrachtcapaciteit maar dat is in elk geval tot 2019 niet nog niet beschikbaar en zal vele malen duurder zijn.
Over de ontwikkelingskosten van de Falcon Heavy meldde Hans Koenigsmann in oktober 2018 dat SpaceX meermaals overheidsgeld voor de ontwikkeling aangeboden kreeg. Dit werd echter afgeslagen omdat SpaceX geen externe inspraak in hun raket-ontwerp wilde.
In 2019 zei NASA’s directeur Jim Bridenstine dat de Falcon Heavy in de toekomst een serieus alternatief voor het SLS zou kunnen zijn om een Orion-capsule te lanceren. Dit was onderzocht omdat het Space Launch System mogelijk niet op tijd klaar kon zijn om Orionvlucht EM-1 in juni 2020 te lanceren. Hoewel dit plan ook niet in 2020 gereed kon zijn wordt het wel voor de toekomst onthouden. De Falcon Heavy zou dan in expendable mode vliegen en worden aangevuld met een Interim Cryogenic Upperstage (tweede trap van Delta IV en SLS-Block I) als derde trap die door United Launch Alliance wordt gemaakt.

### Andere neuskegels
Een nieuw type payloadfairing (neuskegel) dat iets groter en herbruikbaar is (Fairing 2) werd in de loop van 2018 als standaard voor Falconraketten geïntroduceerd. Een verlengde neuskegel is begin 2020 aangekondigd. Dat is namelijk een van de vereisten voor het volgende NSSL-contract. 
Een grotere fairing zou maakt het onder meer mogelijk grotere ruimtestationmodules te lanceren. SpaceX hield rond die tijd rekening met de opblaasbare ruimtestations van Bigelow Aerospace. De normale fairing was daarvoor iets te klein waardoor Bigelow Atlas V-raketten had geboekt. Bigelow ging echter voortijdig failliet. 
Om aan de eisen van het NSSL-programma te voldoen is er op Lanceercomplex 39A ook een mobiele verticale integratiehangar gepland zodat er ook satellieten die niet horizontaal mogen worden geplaatst op een Falcon-raket kunnen worden gemonteerd. Anno 2025 is deze nog niet gebouwd.

### Single stick center core
In mei 2025 werd een Falcon Heavy center-core in McGregor getest waarop verschillende onderdelen ontbraken. Deze zal in eerste instantie een aantal keer als “single-stick” Falcon 9-booster worden ingezet tot de klant waarvoor deze is bedoeld zijn vracht lanceerklaar heeft. Dan zullen de connectors voor side-booster worden geïnstalleerd zodat de Heavy-configuratie mogelijk wordt. Omdat een center-core zwaarder is gebouwd dan een Falcon 9-core-booster zal deze in singlestick-configuratie iets minder zware vrachten kunnen lanceren. Op 11 augustus 2025 werd deze configuratie voor het eerst gelanceerd.

## Uitfasering
Nog voor de eerste vlucht van de Falcon Heavy presenteerde Elon Musk zijn ontwerp voor de BFR, een ontwerp dat evolueerde tot Starship, een project dat in 2020 volop in de testfase is gegaan. Deze multifunctionele volledig herbruikbare raket zal meer dan tweemaal de vrachtcapaciteit van de Falcon Heavy hebben, maar goedkoper zijn om te lanceren. Om die reden wil Musk de Falcon 9 en de Falcon Heavy op den duur vervangen door Starship. 
In het eerste overgangsplan zou er eerst nog een voorraad Falcon 9 en Falcon Heavy’s worden gebouwd zodat de fabriek daarna moest kunnen overgaan op de ontwikkeling en productie van het Starship. Doordat de bouw van Starships en de onderdelen daarvan zoveel mogelijk in Texas en Florida gebeurt, bouwt SpaceX zijn Falcon-raketten nu in een rustiger tempo en wordt geen grote voorraad aangelegd omdat de fabriek in Californië niet hoeft om te schakelen. 
Het is de bedoeling dat de Falcon 9 en Falcon Heavy nog een tijd naast het Starship blijven bestaan tot de veiligheid en betrouwbaarheid van de Starship voldoende is aangetoond. Starship heeft op 13 oktober 2024 zijn 5e testvlucht gemaakt.

## Concurrentie
De Falcon Heavy is ruim tweemaal zo krachtig als de op een na krachtigste beschikbare draagraket van de wereld, de Delta IV Heavy. Deze wordt per 2023 uitgefaseerd en wordt niet meer voor nieuwe boekingen aangeboden. De Delta IV Heavy is per lancering viermaal zo duur als de Falcon Heavy. 
De Ariane 5 en de toekomstige Ariane 6 zijn heavy-lift-raketten die duurder zijn en niet herbruikbaar. Hetzelfde geldt voor de Russische Proton-M en de zwaarste uitvoering van ULA’s Atlas V. 
In de toekomst wil Northrop Grumman de concurrentie met de Falcon Heavy aangaan met hun OmegA-Heavy. Ook die raket is niet herbruikbaar. ULA wil met de Vulcan die herbruikbare hoofdmotoren krijgt de concurrentie aangaan. ULA wil zich onderscheiden met een superieure bovenste trap waardoor hun raket specifieke moeilijke banen kan bereiken. 
De New Glenn van Blue Origin die een herbruikbare eerste trap zal hebben wordt gezien als de eerste serieuze concurrent voor SpaceX. Deze zal een vergelijkbare prijsvoering en een vergelijkbare lanceercapaciteit hebben. Verder zou de Chinese Langemars 5 op de commerciële markt tot een concurrent kunnen uitgroeien mits deze bij aankomende lanceringen betrouwbaar blijkt. 
Het ontbreken van een cryogene bovenste trap wordt als zwakste punt van de Falcon Heavy gezien. RP-1 stolt in de kou van de ruimte gemakkelijker. Tijdens de demonstratievlucht bewees SpaceX echter dat de tweede trap na ruim vier uur in de ruimte nog steeds goed functioneerde.

## Trivia
- Dat de Falcon Heavy meer dan tweemaal zo krachtig is als de Delta IV Heavy komt aardig overeen met het feit dat de Falcon Heavy volgetankt twee en een half keer zo'n grote massa heeft als de Delta IV Heavy. Deze verhoudingen zijn echter niet aan het uiterlijk van beide raketten af te lezen. De Delta IV heavy is twee meter langer, en de diameter van de drie Delta IV-boosters is bijna twee meter breder. Dit komt doordat RP-1 een veel grotere dichtheid heeft dan vloeibare waterstof, waardoor voor dezelfde hoeveelheid stuwkracht minder volume RP-1 nodig is.
- De Falcon Heavy heeft ruim tweemaal de vrachtcapaciteit van de Space Shuttle, de Space Shuttle had echter meer stuwkracht. Dit verschil zit hem in het feit dat de Space Shuttle ook haar eigen massa had mee te nemen wat ten koste van de vrachtcapaciteit ging.
- Tijdens de livestream van de demonstratievlucht werden twee schakelfouten in de beeldvorming gemaakt. Men verbaasde zich over de beelden van de twee terugkerende boosters die zo exact simultaan liepen dat het bijna een dans leek. Achteraf bleek dat beide video-streams afkomstig waren van dezelfde onboard camera. Ook het moment waarop de neuskegel werd afgeworpen was in de livestream niet te zien doordat er een ander beeld werd getoond. Enkele uren na de lancering uploadde SpaceX een aangepaste versie van de livestream waarin deze fouten gecorrigeerd waren.[41] De lancering was met 2,3 miljoen live weergaven de op een na best bekeken YouTube-livestream ooit.
- De Falcon Heavy wordt meestal als tweetrapsraket aangeduid waarbij de drie core-boosters samen als een trap worden gezien. Technisch gezien is het een twee-en-een-halvetraps-raket.